# Meunet-Planches
Meunet-Planches település Franciaországban, Indre megyében. Lakosainak száma 168 fő (2022. január 1.). Meunet-Planches Ambrault, Bommiers, Brives, Condé, Saint-Aubin, Thizay és Vouillon községekkel határos.

## Népesség
A település népességének változása:
| Lakosok száma | 233  | 162  | 165  | 187  | 184  | 178  | 174  | 172  | 171  | 168  |
|               | 1968 | 1982 | 1990 | 2006 | 2013 | 2015 | 2017 | 2019 | 2020 | 2022 |